# Oxynoemacheilus leontinae
Oxynoemacheilus leontinae és una espècie de peix pertanyent a la família dels balitòrids i a l'ordre dels cipriniformes.

## Etimologia
L'epítet leontinae fa referència, potser, a un dels seus lloc d'origen: el riu Leontes o, com és anomenat contemporàniament, Litani.

## Descripció
Fa 6,4 cm de llargària màxima.

## Hàbitat i distribució geogràfica
És un peix d'aigua dolça, bentopelàgic, no migratori i de clima subtropical, el qual viu a l'Orient Mitjà: és un endemisme de les zones de major altitud de les conques dels rius Jordà i Leontes a el Líban, Israel i Jordània. Prefereix els corrents d'aigües lentes o estancades de rierols, fonts, llacunes, llacs i aiguamolls.

## Estat de conservació
Les seues principals amenaces són la disminució de les precipitacions a causa del canvi climàtic, la construcció de preses i l'extracció d'aigua a conseqüència de l'augment de la població humana i el desenvolupament econòmic. No hi ha plans de conservació per a aquesta espècie i la Unió Internacional per a la Conservació de la Natura en recomana un estudi aprofundit per entendre millor les seues tendències poblacionals, distribució geogràfica real i amenaces potencials.

## Observacions
És inofensiu per als humans, el seu índex de vulnerabilitat és baix (18 de 100) i és capaç de tolerar una contaminació moderada.